# Gare de Mont-Notre-Dame
La gare de Mont-Notre-Dame est une gare ferroviaire française fermée située sur la commune de Mont-Notre-Dame, dans le département de l'Aisne.

## Situation ferroviaire
La gare de Mont-Notre-Dame est édifiée au point kilométrique (PK) 121.338 (altitude 71 m) de la ligne de Trilport à Bazoches.

## Histoire
La gare de Mont-Notre-Dame ouvre aux voyageurs le 1er juin 1894 à l’occasion de la mise en service par la Compagnie des chemins de fer de l'Est de la section d'Oulchy - Breny à Bazoches de la ligne de Trilport à Bazoches. 
Le bâtiment voyageurs de Mont-Notre-Dame date de 1894. Il s'agit d'un bâtiment « Est » de type B tardif, plus petit que les autres gares de la ligne mais doté des mêmes décorations en pierre.
Depuis le 3 avril 2016, il n'y a plus de transport ferroviaire de voyageurs entre La Ferté-Milon et Fismes. Les voyageurs sont acheminés en bus. La SNCF justifie cette décision par le mauvais état de la ligne à l'est de La Ferté-Milon ainsi que par le coût élevé d'une hypothétique rénovation de cette ligne.
Le bâtiment voyageurs était déjà désaffecté depuis plusieurs années quand il a été vendu à un particulier dans les années 2010 pour être rénové et servir d'habitation.